# Rhabdoblatta ecarinata
Rhabdoblatta ecarinata es una especie de cucaracha del género Rhabdoblatta, familia Blaberidae, orden Blattodea. Fue descrita científicamente por Yang, Wang, Zhou, Wang & Che en 2019.

## Descripción
Mide 26,0–38,0 milímetros de longitud.

## Distribución
Se distribuye por China (Hainan).